# Le tre ghinee
Le tre ghinee (Three Guineas) è un saggio scritto da Virginia Woolf e pubblicato nel giugno 1938, alla vigilia della seconda guerra mondiale.
Il libro è un pamphlet contro la guerra e il suo nucleo centrale è rappresentato dalla denuncia dello stretto legame esistente fra sistema patriarcale, militarismo e regimi totalitari, tra il potere esercitato nella sfera pubblica e nella sfera privata. Woolf lo esamina a partire dal suo status sociale di "figlia degli uomini colti", e dalla sua condizione di outsider, ossia di esclusa da ogni forma di potere e di processo decisionale in quanto appartenente al genere femminile. Questa situazione di marginalizzazione e di inferiorità sociale, viene riletta da Woolf come vantaggio che le donne possono utilizzare per prevenire la guerra e per rifondare un nuovo modello di azione politica.
Le tre ghinee è ritenuto uno dei testi di origine del pensiero della differenza sessuale e uno dei contributi più significativi del femminismo pacifista.

## Origine dell'opera
Nelle intenzioni di Woolf, annotate nel suo Diario nel gennaio 1931, l'opera doveva essere una continuazione di Una stanza tutta per sé (1929), ed avere la forma di romanzo-saggio sulla vita sessuale delle donne.
Tra l'inizio e la metà degli anni '30 Woolf riformulò e ridefinì più volte questo progetto. Nel 1932 cominciò a sviluppare la storia dei Pargiters, alternando i capitoli con saggi socio-femministi. Ben presto abbandonò questo modello ibrido, dal quale si sarebbero sviluppate in seguito due opere distinte. La parte narrativa divenne l'ultimo e più popolare romanzo di Woolf, Gli anni (inizialmente intitolato The Pargiters, dal nome della famiglia protagonista della storia), alla cui revisione lavorò fino alla fine del 1936, riducendolo di oltre 300 pagine per eliminare ogni aspetto "propagandistico". La parte non-fiction diventò Le tre ghinee, alla cui composizione si dedicò solo a partire da fine 1936, dopo aver pubblicato Le onde (1931), Il lettore comune (seconda serie) (1932), Flush, vita di un cane (1933), e Gli anni (1937).
Gli anni 1931-1936 rappresentano la fase di gestazione di Le tre ghinee, un periodo passato a raccogliere citazioni, ritagli di giornale, articoli riguardanti la politica britannica ed europea, la condizione sociale delle donne, la sessualità, la religione, l’istruzione, tutti raccolti e conservati in appositi quaderni di appunti, di cui si servirà anche per la realizzazione del romanzo Gli anni (1937).

Bandiera dell'Unione Britannica dei Fascisti

Mentre Woolf scriveva il suo romanzo, la scena politica in Gran Bretagna, e in Europa nel suo complesso, era cambiata radicalmente: gli anni tra il 1931 e il 1935 avevano visto il fallimento della Società delle Nazioni a seguito dell'invasione giapponese della Manciuria e quella italiana dell'Abissinia, l'avvento al potere di Hitler e Mussolini, la minaccia del fascismo in Gran Bretagna con l'ascesa della British Union of Fascists, il dissenso insanabile tra pacifisti e internazionalisti sui temi come sanzioni, uso della forza, riarmo, che portò alla frattura del movimento pacifista.
Nel corso degli anni trenta Woolf partecipa a dibattiti politici, conferenze per la pace, incontri del Labour Party, della Women’s Co-operative Guild e della League of Nations Union, è testimone del dibattito che divide i pacifisti nel periodo fra le due guerre, e annota nel suo Diario le conversazioni sulla guerra, registrando materiale grezzo su cui si propone di riflettere.
Nel 1933 è in viaggio in Italia, nel 1935 in Germania. Nel 1935 prende parte a due gruppi antifascisti: la sezione britannica della Associazione Internazionale degli Scrittori per la Difesa della Cultura (IAWDC) e per la Libertà di pensiero (FIL). Sottoscrive alcuni appelli promossi da questi gruppi, come quello contro la detenzione del giornalista e pacifista tedesco Carl von Ossietzky, internato senza processo dai nazisti, ma nel corso del 1936 se ne allontana. Sembra maturare in questo periodo la sua posizione di outsider nei confronti dei gruppi antifascisti londinesi, che si rifletterebbe nella diversa connotazione assunta dal suo futuro saggio: da pamphlet antifascista a opuscolo contro la guerra
Nel gennaio 1936, riflettendo sulle modalità di organizzazione del materiale raccolto, si orienta verso il modello epistolare. All'inizio di marzo 1936, chiama il futuro testo Lettera a un inglese, verso la fine del mese, Due Ghinee, per giungere al titolo conclusivo, Tre ghinee, il 24 novembre 1936. La scrittura vera e propria dell'opera, iniziata dopo la pubblicazione de Gli anni, si fa risalire al gennaio 1937, quando Woolf annota nel suo diario: «Ho iniziato Tre Ghinee questa mattina, e non riesco a smettere di pensarci. La mia idea è di scriverlo tutto di getto, senza perdermi in chiacchiere, e penso di poter completare la bozza per Pasqua».

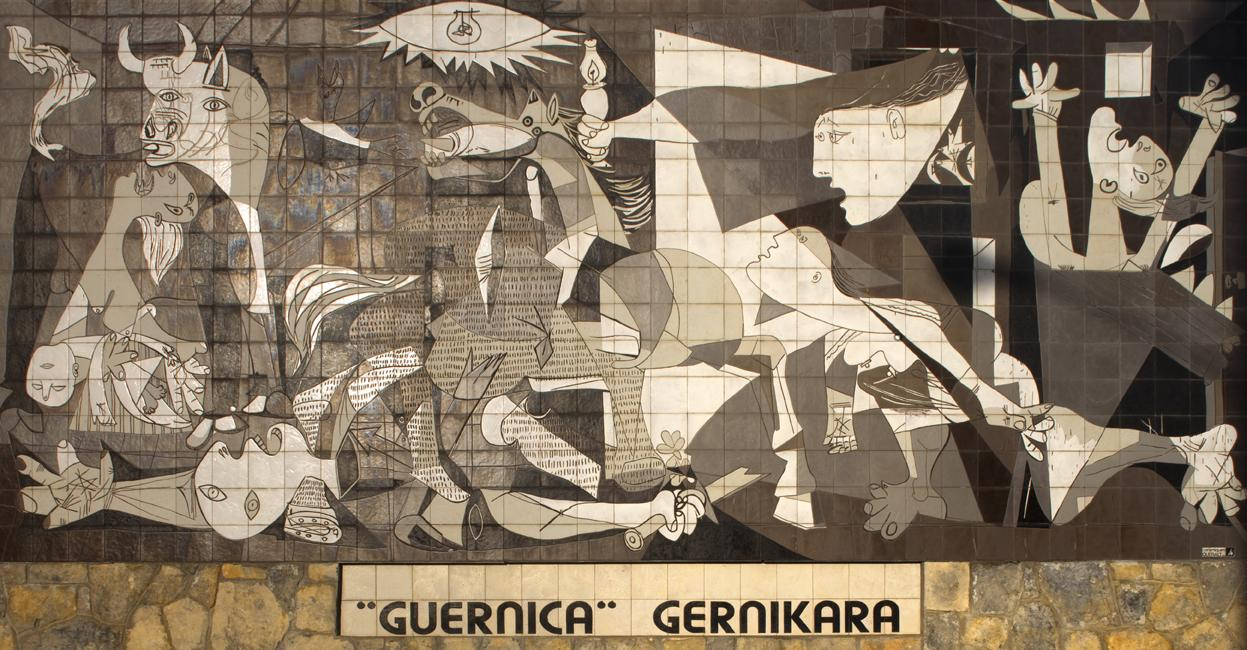
Murale di Guernica

L'inizio della guerra civile spagnola intensifica il dibattito su pacifismo e antifascismo, inteso come opposizione attiva, anche con l'uso della forza, ai regimi totalitari, di cui quello franchista rappresenta un esempio. Sarà testimonianza di questo diversità di vedute il conflitto politico sorto tra Woolf e il nipote Julian Bell, il figlio maggiore della sorella Vanessa, ansioso di partire per il fronte per unirsi ai repubblicani spagnoli. Nel 1937, dopo essersi arruolato come volontario, Julian morirà colpito da una granata mentre è alla guida di un'ambulanza. I dilemmi rappresentati dalla scelta di Julian e dalla sua morte accompagneranno la composizione di Tre ghinee.
L'ultimo capitolo del saggio viene completato il 9 gennaio del 1938. L'intera opera è rivista e pubblicata in Gran Bretagna nel giugno 1938.

## Riassunto
Ne Le tre ghinee Woolf risponde a tre immaginarie lettere di richiesta di contributi economici per cause diverse: la prevenzione della guerra, la ricostruzione di un college femminile, il sostegno alle donne impegnate nella ricerca di un'occupazione. Mittente della prima lettera sarebbe un uomo di cui non si conosce l'identità, indicato dall'autrice come esponente della "classe colta"; la seconda e la terza proverrebbero da due signore "tesoriere onorarie" di un college e di un'associazione femminile.
Ognuno dei tre capitoli in cui si suddivide il libro, indicati con un semplice numero, prende in esame una di queste richieste, e procede alla loro confutazione.
La richiesta dell'uomo, con la quale prende avvio il saggio, rappresenta il filo conduttore dell'intera opera, e si sostanzia nella domanda "Cosa, secondo Lei, si deve fare per prevenire la guerra?"
Per rispondervi Woolf svolge un'analisi sistematica della condizione femminile, messa in relazione alle istituzioni sociali, culturali, economiche e religiose del tempo, sostenendo una tesi di fondo: esiste un profondo nesso fra il sistema patriarcale responsabile della discriminazione e dell'esclusione delle donne dalla sfera pubblica, e la guerra, il militarismo, il totalitarismo. Prevenire la guerra significa combattere quel modello di società basato su valori maschili, e le donne possono essere di aiuto al raggiungimento di questo scopo esercitando la loro diversità, frutto di una condizione di secolare estromissione e di una diversa "psicologia", che le rende "estranee" e "diverse" da quel sistema di valori che le discrimina.
Il saggio si conclude con l'assegnazione di una ghinea ad ogni richiesta, essendo ritenute tutte, in egual misura, utili a prevenire la guerra: «anche se sono inviate a tre diversi tesorieri onorari, tutte e tre sono destinate alla medesima causa, giacché le tre cause sono identiche e inseparabili».

### Una
Il primo capitolo si apre con la descrizione del contenuto di una lettera in cui un ignoto mittente, nel chiedere all'autrice cosa si dovrebbe fare per prevenire la guerra, rivolge alla scrittrice tre proposte: sottoscrivere una lettera ai giornali, iscriversi a un'associazione che si oppone alla guerra, dare un contributo in denaro a questa associazione. Nella lettera, che Woolf definisce "forse unica nella storia degli scambi epistolari dell'umanità", perché per la prima volta un "uomo colto" rivolge una richiesta così importante a una donna, la scrittrice britannica stabilisce con il suo interlocutore un'intenzionale distanza, esplicitata dall'uso contrapposto dei pronomi "noi" e "voi" che rimarrà una costante del saggio, chiarendone fin da subito la natura:   
(Le tre ghinee, p. 25)
La guerra, secondo l'autrice, ha una connotazione "sessuata", appartiene al genere maschile, e i due sessi occupano una posizione sociale diversa. Le donne non godono di parità di accesso all'istruzione e alle professioni; non possono esercitare "né la pressione della forza né quella del denaro", sono escluse da esercito e marina, borsa, diplomazia e chiesa.  La loro condizione di emarginazione sociale le conduce a considerare in modo diverso le ragioni della guerra:
(Le tre ghinee, pp. 27-28)

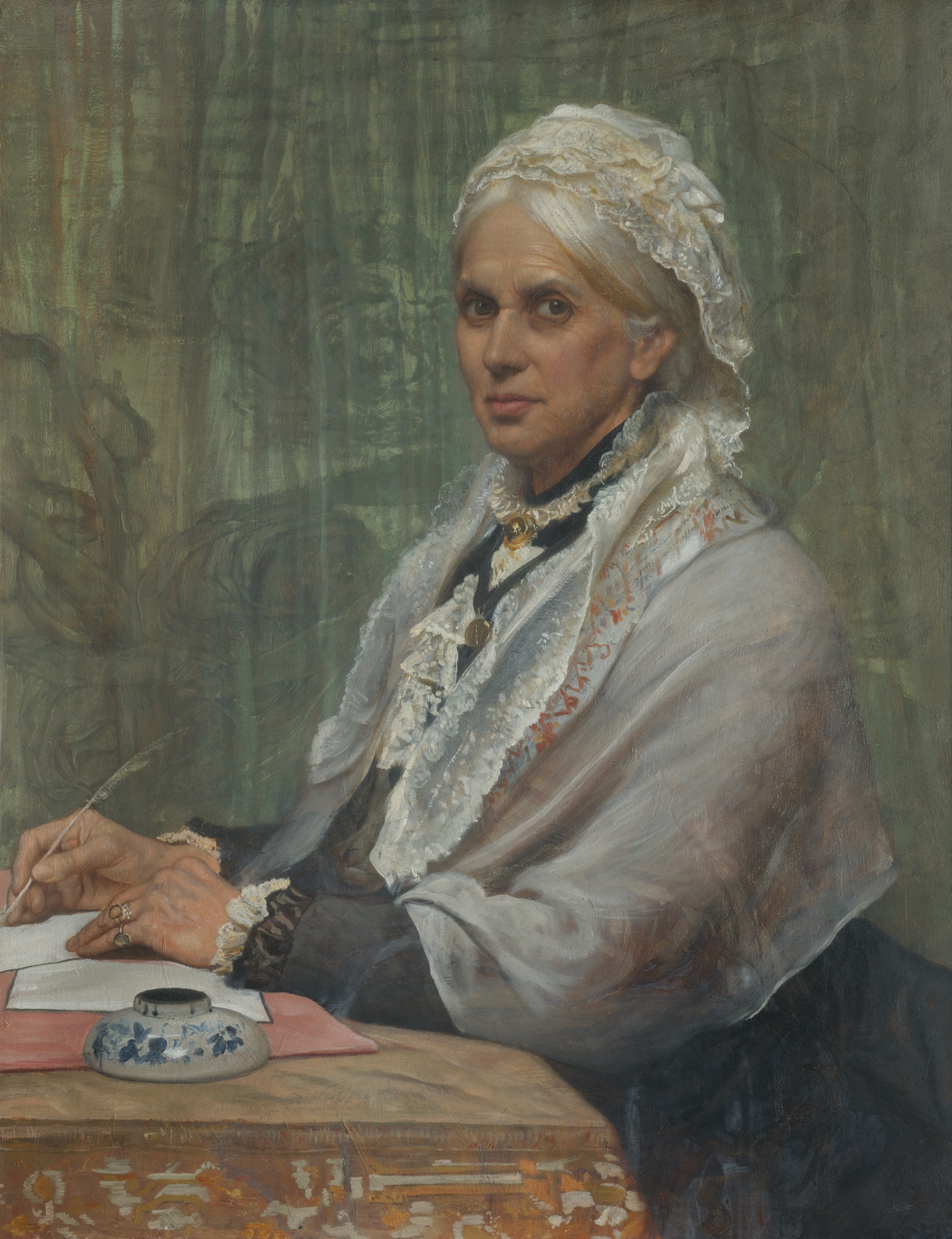
Anne Clough, citata in Tre Ghinee, fu la prima direttrice del Newman College.

La definizione del contenuto della diversità femminile viene sospesa dalla presa in considerazione di una seconda lettera, nella quale una tesoriera onoraria chiede un contributo per la ricostruzione di un college. Woolf porrà una condizione per donare la sua ghinea: l'impegno, da parte della richiedente, di educare i giovani ad odiare la guerra. Le università esistenti, Cambridge e Oxford, ostacolando da secoli l'accesso alle donne e il riconoscimento dei loro diplomi, hanno dimostrato come il valore dell'istruzione non sia un valore assoluto; incoraggiando la discriminazione e l'esclusione, non possono rappresentare dei modelli per chi intende educare al rispetto per la libertà e all'odio per la guerra, e vanno quindi rifondati, attraverso la ridefinizione degli scopi e del tipo di società di esseri umani che intendono formare.
(Le tre ghinee, p. 57-58)
La triste realtà impone però che la tesoriera a cui Woolf si rivolge debba allinearsi alle istituzioni esistenti, e quindi ritenendo di importanza capitale che le donne possano accedere all'istruzione per poi guadagnarsi da vivere, Woolf decide di elargire la sua ghinea al college femminile, senza più porre alcuna condizione..

### Due
Il tema principale è quello dell’accesso alle professioni. L’indipendenza economica delle donne rappresenta per Woolf la condizione necessaria per la libertà di pensiero, la nuova “arma contro la guerra”. Finché le donne non saranno istruite e non potranno guadagnarsi da vivere attraverso le professioni, dipenderanno dai loro mariti e non potranno esprimere una loro opinione autonoma: saranno consciamente o inconsciamente favorevoli alla guerra.

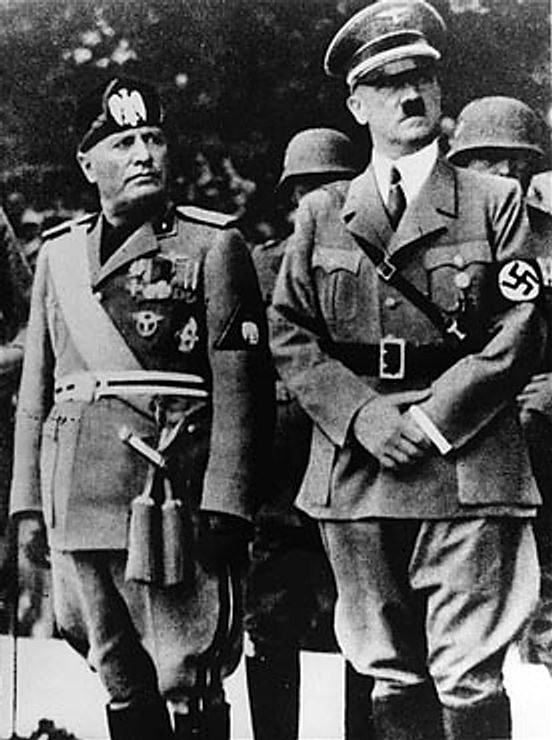
Mussolini e Hitler

 Benché fin dal 1919 fosse stata approvata in Parlamento una legge nota come Sex Disqualification (Removal) Act che aveva liberalizzato le professioni, nella pubblica amministrazione le donne continuavano ad essere escluse dagli alti incarichi, e la disparità salariale e la mancanza di opportunità professionali costituivano ancora la regola. Woolf attribuisce la causa di questa situazione alla cultura patriarcale, fondata sulla divisione dei ruoli sessuali e sul confinamento delle donne nell’ambito familiare, alle strette dipendenze del marito, e ritiene che i regimi totalitari siano la diretta espressione di questa cultura:
(Le tre ghinee, p. 81)
È dalla cultura patriarcale che nascono fascismo e nazismo, e le donne che si oppongono ad essa, anche nel chiuso di un ufficio, combattono “contro il fascismo e il nazismo esattamente come chi lo combatte con le armi in pugno, con tanta fanfara e sotto gli occhi di tutti”. Fascismo e nazismo non risiedono all'estero, ma anche in Gran Bretagna:
(Le tre ghinee, p. 82)
Anche in questo caso, come in precedenza, Woolf prima di devolvere una ghinea a favore dell’associazione che ne ha fatto richiesta, pone delle condizioni. È necessario evitare che le donne, una volta entrate a far parte delle istituzioni da cui per secoli sono state escluse, si comportino come gli uomini, trasformandosi da "vittime del sistema patriarcale" a "esponenti del sistema capitalistico”. Esse devono chiedersi se vogliono unirsi o meno al “corteo, degli uomini colti”, a quali condizioni e verso quale destinazione, qual è il tipo di civiltà in cui vogliono vivere. Per fare in modo che un domani non debbano chiedere a loro volta ad altri cosa fare per prevenire la guerra, devono imparare a esercitare le virtù che altre, prima di loro, "insoddisfatte ma ambiziose, ambiziose ma austere, caste e tuttavia avventurose", avevano coltivato nell’ambito della loro professione: la povertà, intesa come denaro sufficiente per vivere; la castità intellettuale, ossia il rifiuto di vendere la propria mente per denaro; la derisione, preferendo l'oscurità e la disapprovazione alla fama e alla lode; la libertà da fittizi legami di fedeltà: alla propria scuola, alla propria università, alla propria chiesa, al proprio paese.
Conclude Woolf:
(Le tre ghinee, p. 117)

### Tre
Nel capitolo finale Woolf riprende la lettera alla quale aveva cominciato a rispondere all'inizio del saggio, quella cioè del gentiluomo che chiedeva di contribuire a prevenire la guerra, avanzando tre proposte: sottoscrivere un manifesto per la difesa della cultura e della libertà di pensiero, offrire un contributo in denaro ad un'associazione contro la guerra, diventare membri di quell'associazione.
Woolf ritiene la prima proposta un'idea astratta, e una dimostrazione evidente del fallimento delle istituzioni educative da sempre appannaggio degli "uomini colti": "A quale altro scopo furono fondate le università di Oxford e di Cambridge, se non per difendere la cultura e la libertà di pensiero?" Interrogandosi sui motivi di tale fallimento, Woolf denuncia l'avvenuto asservimento della cultura al denaro e alla fama, "al borsellino del suo padrone", e la relazione esistente fra la guerra e "l'adulterio del cervello", la "schiavitù del pensiero".
(Le tre ghinee, p. 134)

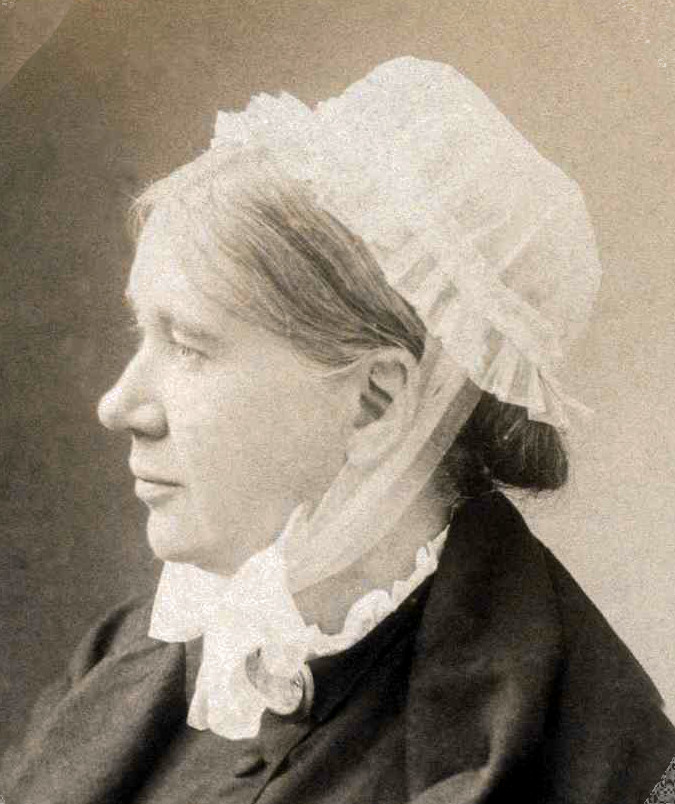
Caroline Stephen, zia quacchera di Virginia Woolf. Diversi studi ne hanno rilevato l'influenza sul suo pensiero.

Per difendere in maniera più concreta ed efficace la cultura e la libertà di pensiero, Woolf propone l'adozione di metodi passivi e attivi. Uno di questi è l'astensione: "non abbonarsi a giornali che incoraggiano la schiavitù intellettuale; non assistere a conferenze che prostituiscono la cultura". Seguire un diverso modo di vivere, improntato a "ridicolo, castità, oscurità e povertà".
Per quanto riguarda la seconda proposta avanzata dal gentiluomo, ossia offrire un contributo in denaro ad un'associazione contro la guerra, Woolf si compiace che essa sia stata rivolta ad una donna, perché significa che per la prima volta, la figlia di un "uomo colto" ha la possibilità di disporre liberamente del denaro guadagnato con il proprio lavoro. Se questo diritto è stato conquistato, la parola "femminista", prosegue Woolf, non ha allora più senso, essendo diventata una parola morta, corrotta. Ma subito prosegue ricordando come, sotto tale voce, "le buffe donnine con cappellino e mantella" che nel XIX secolo lottavano per i diritti delle donne, non lottassero solo per sé stesse:
(Le tre ghinee, p. 139-140)
Il fascismo ha solo esteso il suo "raggio d'azione", ma le sue radici sono rimaste le stesse, l'iniquità della dittatura si manifesta a Oxford o a Cambridge, in Inghilterra o in Germania. Adesso la lotta è diventata comune: "le figlie e i figli degli uomini colti oggi lottano uniti". Per questo Woolf decide di accordare la sua ghinea all'associazione che ne ha fatto richiesta, perché difenda i principi di giustizia, eguaglianza e libertà per tutti, uomini e donne.
Rispondendo alla terza proposta, relativa all'iscrizione ad un'associazione, Woolf precisa che se le donne lotteranno a fianco degli uomini per fini comuni, non devono però prendere parte alle loro società, perché "così facendo annegheremo la nostra identità nella vostra", cancellando tutto quello che l'esperienza "ci ha aiutate a intravedere".
Woolf propone la costituzione di un'associazione di donne, formata dalle "figlie di uomini colti che lavorano all'interno della propria classe", che lavorerà con metodi propri, separata da quella a cui le è stato proposto di aderire, ma "al suo fianco con gli stessi fini": la causa della libertà, dell'uguaglianza e della pace.
Quella che lei chiama "società delle estranee", non avrà fondi, sede, segreteria, non convocherà riunioni né convegni, non prevede cerimonie né giuramenti. Le aderenti hanno il dovere di "non combattere mai con le armi", di rifiutare, in caso di guerra, di svolgere attività di produzione di munizioni o di cura dei feriti, di "non incitare i fratelli a combattere, e neppure cercare di dissuaderli, bensì di mantenere un atteggiamento di totale indifferenza", sulla base della considerazione che "l'istinto del combattimento è una caratteristica sessuale" che non si può condividere, né giudicare.
Fondando la loro indifferenza sulla ragione e non sull'istinto, le estranee non si faranno guidare da alcun sentimento patriottico, e scopriranno che la patria le ha sempre trattate da schiave, ha negato loro "l'istruzione e qualsiasi partecipazione alle sue ricchezze", e le riduce a straniere se sposano il cittadino di un altro paese. La sua condizione di "estranea" la porterà ad affermare: "Io in quanto donna non ho patria. In quanto donna, la mia patria è il mondo intero".

## Pacifismo femminista

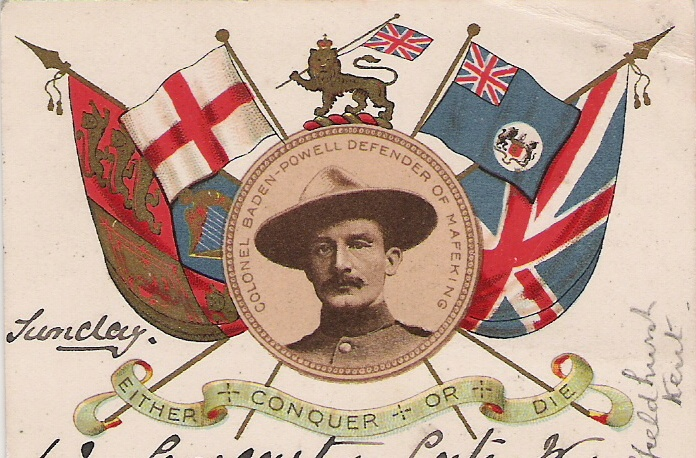
Robert Baden-Powell, generale britannico, eroe della 2. guerra boera, fondatore dello scautismo. Una sua immagine è contenuta nella prima edizione di Le Tre Ghinee.

Mentre è sempre stata indubbia la fama di Virginia Woolf come scrittrice, il suo riconoscimento come pensatrice politica è stato molto più tardo, e prima di affermarsi ha incontrato notevoli resistenze, a partire dai suoi contemporanei. Nel corso degli anni settanta e ottanta del Novecento alcuni studi pionieristici condotti da storici, filosofi e femministe, sul rapporto fra Woolf e il femminismo, pacifismo e socialismo, hanno dato avvio ad un nuovo interesse per i suoi scritti. Una stanza tutta per sé e Tre Ghinee divennero una sorta di Bibbia per il nuovo movimento femminista, un "manuale di istruzione" attraverso il quale era possibile accedere ad una larga varietà di temi: genere e identità, donne e cittadinanza, patriottismo e pacifismo, maternità e creatività. Successivamente altri studi hanno approfondito la relazione fra i suoi scritti e il contesto storico del movimento per la pace del XX secolo, la tradizione del pacifismo femminista in Gran Bretagna e le discussioni teoriche del pacifismo.
Le tre ghinee è un pamphlet pacifista scritto nel momento in cui l'Europa stava per precipitare nella guerra. Le donne che Woolf ospita in qualità di testimoni nel suo testo sono attiviste femministe del suo tempo o del secolo precedente: «Mary Kingsley, la prima nobildonna che esplorò l'Africa; Sophia Jex-Blake, la prima donna medico che riuscì a praticare la professione; Anna Jemima Clough e altre pioniere dell'educazione femminile; Emmeline Pankhurst, gettata in prigione per aver rotto il vetro di una finestra»;«Millicent Fawcett e altre suffragiste e suffragette che si batterono per il voto alle donne». Molte altre popolano le note del libro, dalle femministe riformiste vittoriane a Frau Pommer, "arrestata e processata per vilipendio dello Stato e oltraggio al nazismo", citata accanto ad un'altra eroina della letteratura classica, Antigone.
Femminismo e pacifismo sono inscindibili in Tre Ghinee, perché secondo Woolf esiste una profonda connessione fra lo status subordinato delle donne, il militarismo e i regimi totalitari, fra il sistema patriarcale e la guerra. La questione centrale affrontata nel libro, come evitare la guerra, per Woolf non poteva scissa da quella dell'oppressione femminile: erano le facce di una stessa medaglia.

### Le radici femministe diLe tre ghinee
Il collegamento fra femminismo e pacifismo di cui è espressione l'opera di Woolf non rappresentava una novità per le femministe della sua generazione. In quei decenni infatti, il femminismo, esplorato da un punto di vista letterario, psicologico, sociologico o teologico, era un soggetto ampiamente presente nei libri in commercio, a loro volta recensiti e discussi in dettaglio in quotidiani, giornali, manifesti, periodici.
Nel definire il contesto culturale e i legami dell'opera con altri testi, alcuni studi  hanno messo in evidenza come Tre Ghinee affondi le sue radici nel pensiero femminista pacifista dei primi decenni del Novecento: la connessione fra guerra e mascolinità, fra ostentazione, vanità maschile e amore per l'uniforme, gli ornamenti militari, le medaglie e le cerimonie descritti da Woolf nel suo saggio, si ritrovano in The Man-Made World: Our Androcentric Culture (1911) della scrittrice statunitense Charlotte Perkins Gilman, e in Mothers of Men and Militarism di Frances Hallowes (1915); l'antinazionalismo di cui Woolf si fa portavoce - di cui è esempio la sua famosa dichiarazione «Come donna non ho patria, la mia patria è il mondo intero» - è stato messo in relazione con l'opuscolo Militarism and Feminism: What War Means to Women scritto nel 1915 da Mary Sargent Florence e Charles Kay Ogden e con gli scritti antimilitaristi di Bertha von Suttner. Fra le ispiratrici delle Tre Ghinee sono state indicate, fra le altre, la riformatrice inglese Josephine Butler, e per quanto riguarda il modello di azione sociale definito nella "società delle estranee", le suggestioni del misticismo religioso quacchero della zia materna Caroline Emelia Stephen.
Jill Liddington, nel suo studio The road to Greenham Common: feminism and anti-militarism in Britain since 1820 (1989), ha ricondotto il pacifismo femminista britannico a tre grandi tradizioni, non sempre distinguibili l'una dall'altraː il femminismo "maternalista" sostenitore di una "naturale" propensione delle donne per la pace, in quanto dotate di istinto materno; il femminismo liberale, ispirato da John Stuart Mill, che pone al centro la richiesta di pari diritti; il femminismo radicale, che si manifesta nel corso del Novecento, fondato sulla differenza sessuale.
Yael Friedman ritiene che il pensiero femminista sul patriarcato e la guerra fosse già ben definito quando Woolf scrisse Le tre ghinee. A suo parere l'importanza di quest'opera non starebbe nel soggetto del patriarcato in sé, ma nella teoria costruttivista che lo definisce, nello spostamento attuato dalle origini essenzialiste e maternaliste, alla messa a fuoco della costruzione sociale dei ruoli maschili e femminili. Con il femminismo precedente Woolf avrebbe condiviso la convinzione della diversa propensione all'aggressività posseduta dai due sessi, ma sarebbe stata riluttante ad attribuire questa differenza a qualità innate. Più che su presupposti biologici, ai quali avrebbe comunque preferito un'analisi quasi freudiana degli istinti, avrebbe concentrato la sua attenzione sulla costruzione storico-sociale di valori e identità. In questo modo, collocando la differenza sessuale in termini storici e sociologici, avrebbe collocato il pensiero femminista su una nuova traiettoria. Le tre ghinee svolgerebbe un'analisi di genere della pace e della guerra ante litteram.

Woolf non credeva che le donne fossero immuni dalla violenza, non era interessata a legare il pacifismo femminile ad un dato biologico: 
(Tre Ghinee, p.25)
Molte donne avevano sostenuto lo sforzo bellico della nazione, «anzi il diritto di voto alle donne inglesi fu concesso essenzialmente per l'aiuto prestato agli uomini inglesi che usavano la violenza in quella guerra».
Quello su cui Woolf ripetutamente insiste è piuttosto l'estraneità delle donne alla guerra, la loro condizione sociale di oppresse ed escluse dal potere, e, di contro, il militarismo e la violenza come parte integrante e costitutiva del sistema che le sottomette e le emargina.
Le donne sono differenti "per tradizione, psicologia ed educazione", e questa diversità va coltivata e considerata un valore:
(Tre ghinee, p. 39)

### Il femminismo della differenza
Secondo Luisa Muraro, che ha scritto l'introduzione di una delle prime edizioni italiane di Tre Ghinee, con questo libro Woolf «ha anticipato alcuni fondamentali contenuti del movimento delle donne», quali il separatismo e la trasformazione della condizione di emarginazione, l'"estraneità", in vantaggio, in "affermazione in positivo della loro diversità", andando oltre la richiesta di pari diritti. Il saggio viene annoverato fra i maggiori testi di riferimento del pensiero della differenza sessuale, perché mette in luce che «l pensiero più oggettivo, universale, in realtà è pensiero di un soggetto maschile nella sua posizione di dominio».
Woolf non prospetta un itinerario di riscatto, in cui le donne compaiono come vittime in attesa di una liberazione futura: sono presentate come soggetti attivi in grado di produrre un diverso e alternativo punto di vista, attraverso l'esercizio di parole e metodi propri, e questo diverso sguardo sarà di aiuto per tuttiː «L'unico modo in cui possiamo aiutarvi a difendere la cultura e la libertà di pensiero è difendere la nostra cultura e la nostra libertà di pensiero».

### Novità del pensiero di Virginia Woolf
Nel XX secolo Woolf è stata riconosciuta come figura fondamentale di riferimento all'interno del movimento femminista, a prescindere dai singoli orientamenti filosofici o politici: liberale, socialista, psicoanalitico, post-strutturale, radicale, utopico. Secondo Rachel Bowlby «come la Bibbia, i testi di Woolf forniscono ampio supporto per quasi tutte le posizioni», e ancora non è possibile stabilire in modo definitivo in quale misura tale appropriazione sia compatibile con il pensiero dell'autrice.
La novità del testo è stata attribuita all'ampiezza dell'analisi con cui Woolf incorpora nel femminismo pacifismo e antifascismo, e nella proposta di un modello radicale di azione sociale, quale è quello rappresentato dalla Società delle estranee.
Woolf va oltre un'analisi semplificata delle cause della guerra, ricomponendole all'interno di una rete di relazioni tra strutture sociali, culturali, economiche e politiche, collegando la tirannia della sfera privata con quella pubblica, la perpetuazione della guerra con la perpetuazione di regimi imperialisti e capitalisti, e il progresso economico ed educativo delle donne con la causa della pace.

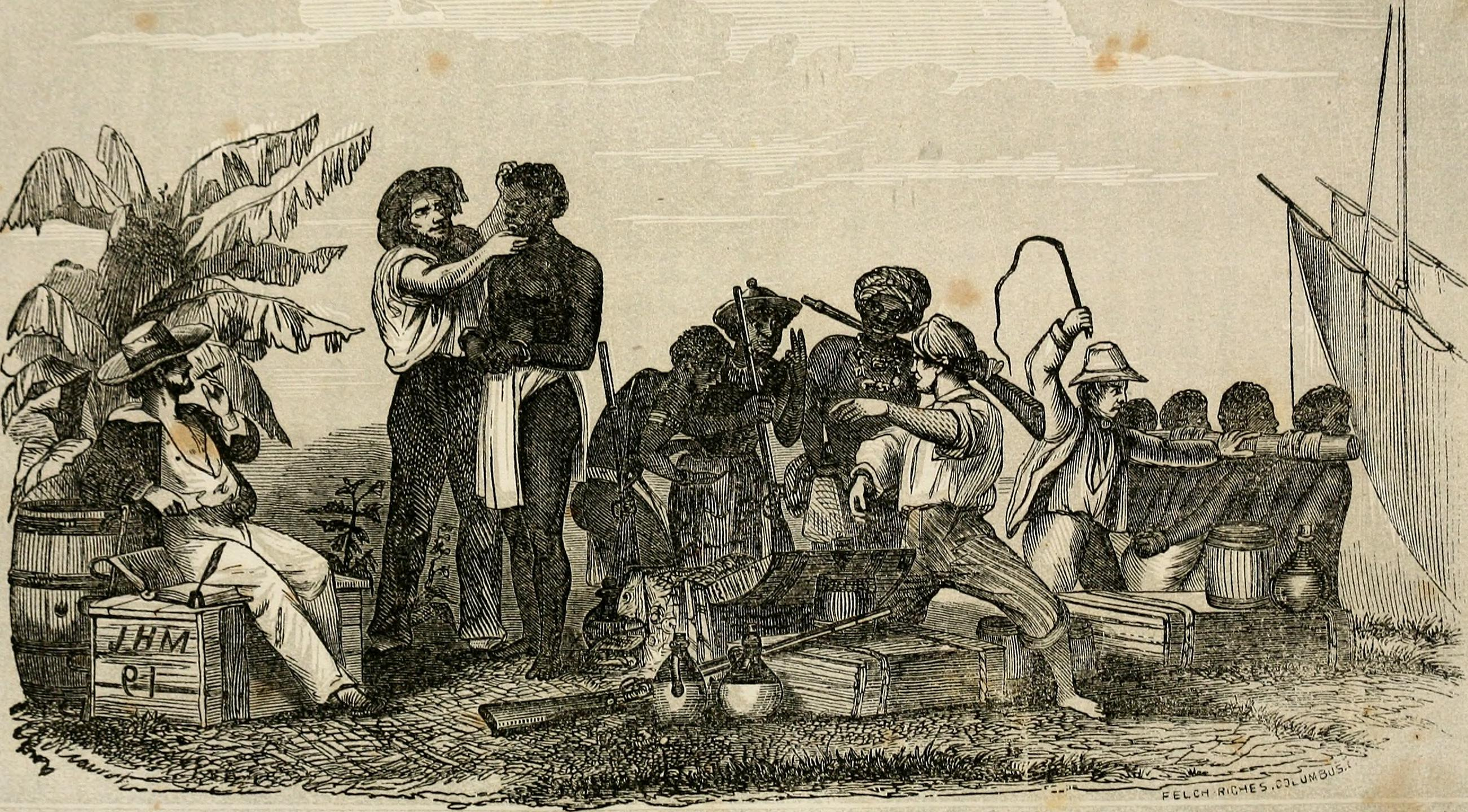
Tratta degli schiavi

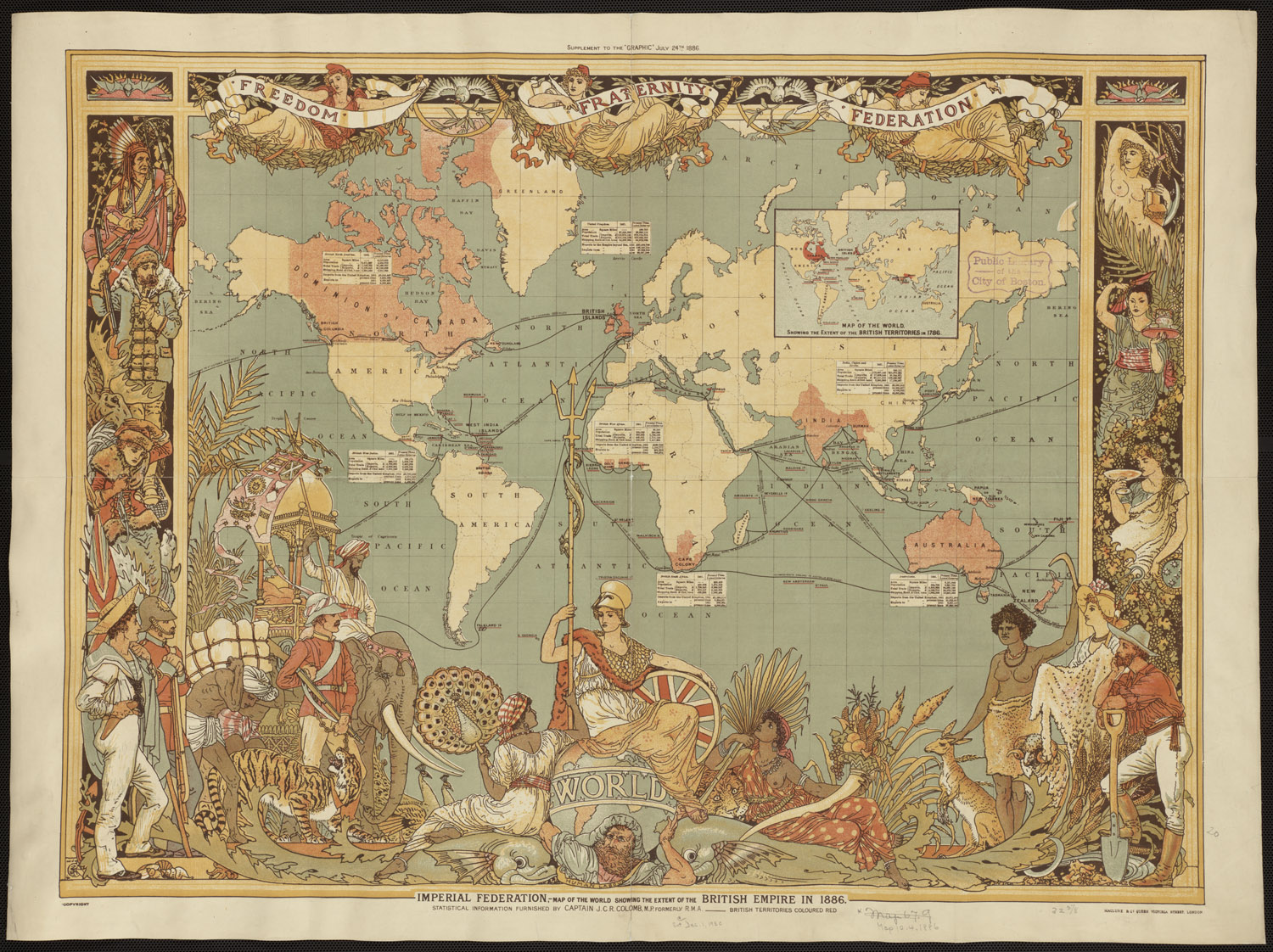
Impero britannico, 1886

Jean Marcus sottolinea come il soggetto principale del libro sia il denaro, a cui le donne non hanno generalmente accesso, se non attraverso padri e mariti, mentre viene mostrato come le casse delle chiese, dello stato, delle università, degli eserciti ne siano ben fornite. Il titolo del libro, ancora allusivo al denaro, costituirebbe un più preciso riferimento all'imperialismo britannico, e consentirebbe a Woolf di evidenziare il collegamento fra razza, capitalismo e patriarcato: ghinea era la moneta coniata con l'oro importato dalla Royal African Company, una compagnia britannica impegnata in Africa nello sfruttamento delle materie prime e nella tratta degli schiavi. L'impero e la democrazia inglese deriverebbero gran parte del loro potere economico dal commercio degli schiavi e dallo sfruttamento del loro lavoro, così come il sistema patriarcale si fonderebbe sulla sottomissione delle donne e sul lavoro domestico non retribuito.
Secondo Wisor la novità di Tre Ghinee risiederebbe nel suo carattere radicale e  "transnazionale". Collegando patriarcato e guerra, capitalismo e fascismo, Woolf mostra la necessità, per vincere queste forze, di superare le divisioni fra gli esseri umani basate su nazionalità, etnia, sesso e religione, individuando un nemico comune.
Chi sostiene che "la natura ha affidato la protezione della famiglia alla donna e la nazione all'uomo", non rappresenterebbe solo un ostacolo per l'indipendenza delle donne, ma coinvolgerebbe scenari ben più complessi:

#### La società delle estranee
Il nuovo modello di associazione teorizzato da Woolf  "non ha ancora trovato posto nella Storia", ed è costruito in "negativo", escludendo tutti quegli elementi che generalmente caratterizzano un'organizzazione politica: "Se non esiste un modello di ciò che desideriamo essere, abbiamo però, ed è forse altrettanto prezioso, il modello quotidiano e illuminante di ciò che non desideriamo essere". La Società delle estranee non avrà una sede, non avrà fondi né segreteria, non convocherà riunioni né convegni, non prevede cerimonie né giuramenti. Non farà proselitismo.
È costituita da un insieme di singole donne che lavorano in modo indipendente verso un obbiettivo comune.
Le estranee agiranno individualmente, attraverso metodi "attivi" e "passivi" come l'astensione, faranno uso dell'"indifferenza", che non significa disinteresse, ma assunzione di una posizione di non intervento, utile in situazioni di alta tensione emotiva: "un simile uso dell'indifferenza da parte delle figlie degli uomini colti vi sarà materialmente di aiuto per prevenire la guerra".
Le aderenti faranno della loro differenza "per sesso e per educazione", della loro esclusione storica dal potere e dalle sue istituzioni, un vantaggio. La loro condizione di "outsider" e la loro esperienza consentiranno di avere una diversa visione del mondo, e impediranno che vengano riprodotte le relazioni di dominio che governano i rapporti sociali:
(Tre ghinee, p. 143)
Il modello organizzativo della politica istituzionalizzata, fondato sulla leadership, è del tutto abbandonato. Woolf introduce nella sfera dell'azione politica quei valori che erano stati relegati alle donne e, di conseguenza esclusi, insieme con le donne, dal processo decisionale pubblico. Il nuovo modello di emancipazione politica si basa sulla convinzione dell'importanza e dell'efficacia delle azioni individuali, su una struttura flessibile e orizzontale, su una forma di resistenza politica e di testimonianza.
L'attivismo sociale indipendente proposto in Tre ghinee, unito al metodo nonviolento, e ad un modello organizzativo non gerarchico che promuove interazioni e relazioni, nei decenni successivi sarebbe diventato eredità di molte associazioni pacifiste e femministe in Europa e nel mondo.

## Recensioni critiche e riscoperta di Tre ghinee
Gli studi critici dell'opera di Woolf si sono concentrati principalmente sui suoi romanzi, l'attenzione per la sua produzione non strettamente letteraria si è manifestata solo successivamente, ritardando la comprensione del suo pensiero femminista.
Avrebbero contribuito a diminuire l'importanza di Woolf come pensatrice politica il silenzio con cui gli intellettuali del tempo, a partire dagli amici del circolo Bloomsbury, accolsero il suo libro contro la guerra, i pareri del marito Leonard Woolf e del nipote Quentin Bell, che nella biografia ritrasse Woolf come una persona fragile, priva di capacità politiche, e giudicò estremamente debole la connessione stabilita in Tre ghinee fra la lotta per i diritti delle donne, il fascismo e la guerra.
Tre ghinee è stato attaccato in maniera derisoria da diversi intellettuali suoi contemporanei, e interpretato come prova dell'isolamento di Woolf dalla realtà.
Il poeta e scrittore britannico Cecil Day-Lewis criticò la pratica del separatismo prospettata da Woolf, la sua mancata alleanza con le donne della classe operaia in un comune fronte antifascista e anticapitalista, e la professione di "estraneità" e di non cooperazione elevata a obbiettivo programmatico.

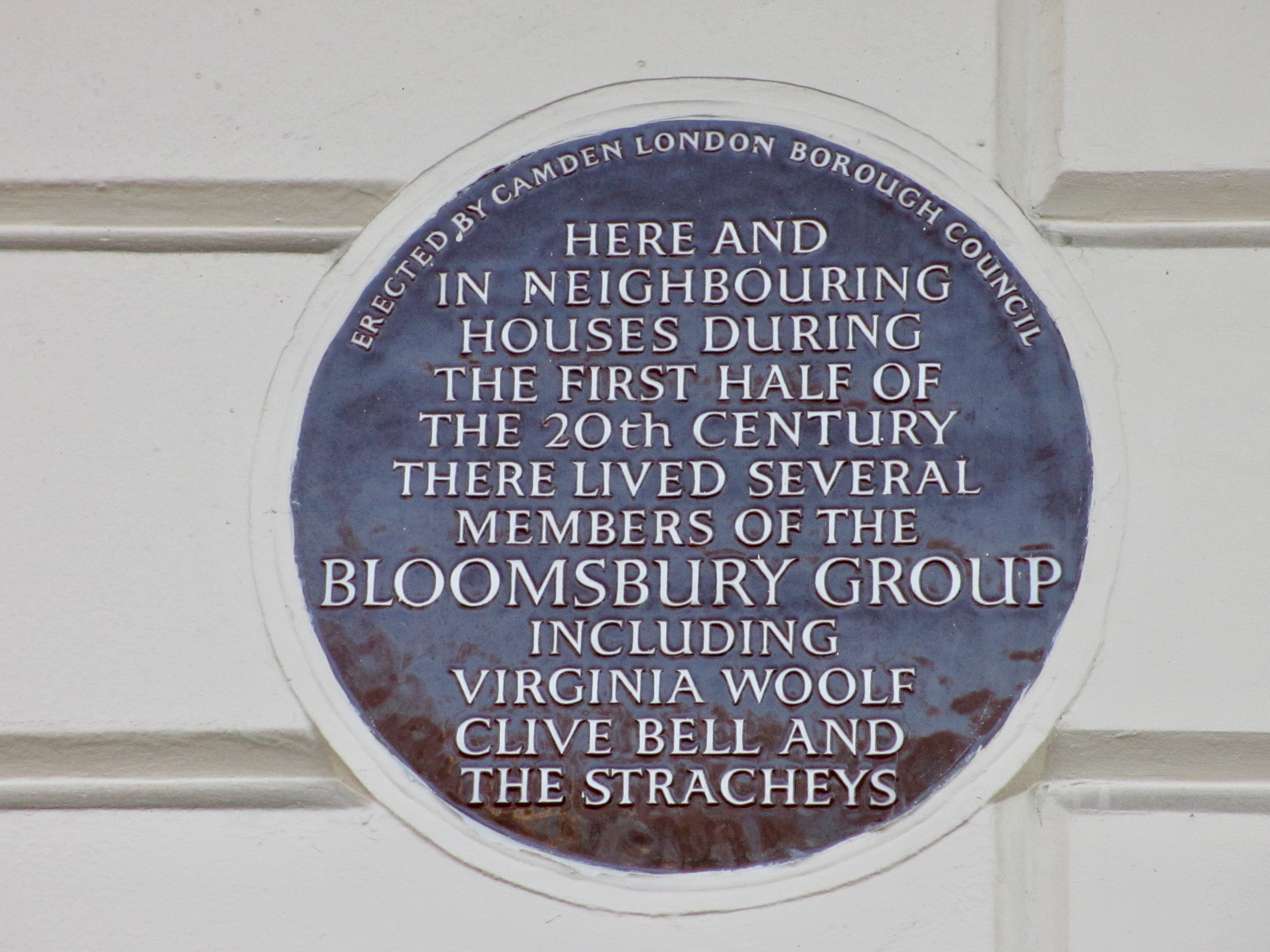
Bloomsbury Group. Insegna a Gordon Square, London

Il critico letterario Q.D. Leavis, lo stesso anno in cui il libro fu pubblicato, scrisse uno dei commenti più negativi e caustici. Definì Tre Ghinee un lavoro poco coerente e non degno di attenzione, ridicolizzò l'immagine delle "figlie degli uomini colti" proposta da Woolf, e contestò gli esempi selettivi contenuti nel libro, definendo nebulose le sue proposte.
Brenda Silver suddivide la ricezione di Tre Ghinee in tre distinti periodi: il momento della pubblicazione, nel quale a suo parere il testo non venne annoverato nel dibattito pubblico sulla guerra, ma confinato nel regno dell'estetica; il periodo che va dalla morte di Woolf al 1968, quando il libro fu completamente dimenticato, e con esso la considerazione di Woolf come polemista; il periodo successivo al 1968, caratterizzato dal cambiamento del clima politico e della natura della critica letteraria.
Fondamentale per la riscoperta di Tre ghinee e la rivalutazione dell'opera di Woolf saranno la seconda ondata del femminismo e la conseguente nascita della critica letteraria femminista, gli Women's studies degli anni novanta e la pubblicazione - fra il 1975 e 1984 - dei volumi dei Diari di Woolf (1915-1941), delle Lettere (1888-1841) e dei Reading Notebooks, che permetteranno l'accesso a una vasta mole di nuovi materiali e di informazioni sulla vita privata e pubblica della scrittrice, sulle sue opinioni politiche, e sulle influenze esterne che indirizzarono il suo pensiero.
Contribuì a contrastare l'immagine di Woolf dei decenni precedenti come esteta isolata anche il filone nato sulla spinta della teoria letteraria del New Historicism degli anni '80, incentrato sugli studi dei manoscritti delle opere all'interno del loro contesto culturale, di cui fu un esempio il pionieristico Virginia Woolf and The Real World di Alex Zwerdling.(1986).
Tre ghinee continua a provocare commenti e critiche in campi opposti e all'interno delle stesse discipline o correnti. Nel campo degli studi di genere sono stati evidenziati gli aspetti pionieristici, preveggenti, realistici, mentre altri commentatori hanno ritenuto l'opera incoerente, contraddittoria, ingenua e utopistica.
Fra le altre, restano ancora aperte al dibattito alcune questioni: la considerazione o meno di Virginia Woolf come scrittrice politica, entro quale forma e genere letterario rientri Tre ghinee, che oltre al testo scritto (il cui modello epistolare sarebbe stato volutamente ribaltato e "torturato"), comprenderebbe anche immagini, articoli di giornali, lettere, biografie, rendendo difficoltosa una sua classificazione; quali contributi il pensiero di Woolf abbia apportato alla disciplina delle relazioni internazionali.

## Edizioni
Mentre Woolf era in vita furono pubblicate almeno tre versioni distinte di Tre ghinee. La prima è una versione ridotta, uscita nel giugno 1938 in due puntate nella rivista statunitense Atlantic Monthly, dal titolo Women Must Weep (maggio 1938) e Women Must Weep, or, Unite Against War.
La prima versione integrale di Three Guineas è stata pubblicata a Londra da Hogarth Press il 2 giugno 1938, in 16250 copie. Un'edizione statunitense, con cambiamenti significativi, fu pubblicata a New York da Harcourt, Brace and Company il 25 agosto 1938, in 7500 copie.
La storia della pubblicazione di Three Guineas dopo la morte di Woolf è stata caratterizzata dalla controversia sorta sulla questione dell'esclusione nelle ristampe dell'opera, a partire dal 1963, di cinque fotografie in bianco e nero che accompagnavano il testo. Le immagini furono reinserite nell'edizione del 1993 in Gran Bretagna, e nel 2006 negli USA.
Un'edizione che comprende A Room of One’s Own e Three Guineas, e che contiene quattro delle cinque tavole originali, con un'introduzione di Hermione Lee, è stata pubblicata dalla Hogarth Press nel 1984, e in formato tascabile nel 1996. Una seconda edizione, sempre comprendente le quattro fotografie, curata da Morag Shiach, è uscita a New York nel 1992 per i tipi di Quality Paperback Book Club.
Nel 1995 le cinque fotografie sono state ripristinate nelle loro posizioni originali nella terza edizione curata da Michele Barrett e pubblicata da Penguin Books
Nel 2001 è apparsa una nuova edizione, curata da Naomi Black per i tipi di Blackwell; nel 2006, curata da Jane Marcus, l'edizione americana Harcourt Brace ripristina le fotografie originali dell'opera.
- Three Guineas, London, Hogarth Press, 1938.
- Three Guineas, New York, Harcourt, Brace and Co, 1938, 285 pp., 5 pages of plates, OCLC 1304213.
- A Room of One's Own; Three Guineas, edited by Hermione Lee, London, Hogarth Press, 1984, OCLC 12696082.
- A Room of One's Own; Three Guineas, edited by Morag Shiach, New York, Quality Paperback Book Club, 1992, OCLC 29551481.
- Three Guineas, edited by Michele Barrett, London, Penguin Books, 1995, OCLC 29551481.
- Three Guineas, edited by Naomi Black, Oxford, published for the Shakespeare Head Press by Blackwell Publishers, 2001.
- Three Guineas, edited by Jane Marcus and Mark Hussey, Orlando, Harcourt, 2006, lxxii, 275 p. - OCLC 64453345.

### Edizioni italiane
- Le tre ghinee, traduzione di Adriana Bottini, Milano, La Tartaruga, 1975.
- Le tre ghinee, Introduzione di Luisa Muraro, traduzione di Adriana Bottini, Collana UEF, Milano, Feltrinelli, 1979-2023.
- in Saggi, prose, racconti, a cura di Nadia Fusini, Collana I Meridiani, Milano, Mondadori, 1998, ISBN 978-88-044-4429-9.